# Daoussahak
Los Daoussahak, son pastores bereberes que viven en su mayoría en el círculo de Ménaka, en el norte del círculo de Ansongo y alrededor de Inékar, en el al noreste de Mali. 
Hablan tadaksahak, un dialecto Songhai que se considera criollo dada la importancia del léxico procedente del tamacheq.

## Variantes
Las siguientes variantes se usan regularmente: Idaksahak, Daoussak, Dawsahak, Daoussahak, Dausahaq, Daosahaq, Daoussahaq, Dawsahaq, Dausahak, Dosahak, Dawssahak, Dak-Sahak, Dahoussak, Dossaak. 

## Historia
Los Daoussahak han sido tradicionalmente considerados como una tribu de nobles y ricos dentro de la confederación de los Ouelleminden. 
La mayoría de los grupos étnicos circundantes los consideran descendientes de judíos, algo que los Daoussahak no reivindican. Indican por su parte que habrían venido de Marruecos, o más generalmente del Norte, hace unos siglos. 
Hoy, están integrados en la sociedad tuareg y constituyen una tribu dentro de la confederación tuareg de Ouelleminden Kel Ataram (pueblo de Occidente). Además, se los consideraba una tribu de marabus, como los Kel Essouk (de los cuales son en cierto modo los competidores), capaces de llevar a cabo ritos islámicos y un dominio perfecto de la corriente. El clan Id-aʃʃaríf, considerado descendiente del profeta Mahoma, es el clan morabito más conocido . Sin embargo, este papel ahora se ha perdido. 
Al mismo tiempo, si bien fue considerada la comunidad más próspera del Azawakh a principios de la década de 1990, las sequías y los disturbios políticos en la región obstaculizaron su actividad de pastoreo, al igual que a muchas otras poblaciones nómadas en el área.
Una gran comunidad de Daoussahak vive en Tamanrasset (Argelia), donde se estableció después de la rebelión tuareg de 1962-1964.
Los Dahoussak están históricamente en conflicto con los Peuls de la región de Tilabéri en Níger, con quienes a menudo comparten los mismos pastos. 

### Conflicto del norte de Malí
Con la continuación de la conflicto del norte de Malí los Daoussahak están hoy muy divididos según su pertenencia a facciones y sus lealtades a grupos armados específicos según facción.
Varias facciones importantes apoyan el Movimiento para la Salvación de Azawad Daoussahak (MSA-D), una escisión del Movimiento Nacional para la Liberación de Azawad (MNLA) dirigido por el ex portavoz del movimiento, Moussa Ag Acharatoumane. Otros se mantuvieron leales al MNLA, en particular en el área de Talataye (el Daoussahak de Ansongo) o luego se unieron al HCUA tras la visita de Algahbass Ag Intalla a la región de Menaka en diciembre de 2017 (este es el caso de la facción de Idoguiritane dirigida por Siguidi Ag Madit, o de la facción de Agokan dirigida por el alcalde de Inékar, Almahmoud Ag Hamataha) . 
Además, muchos Daoussahak son miembros del Estado Islámico en el Gran Sahara (EIGS) y ocupan especialmente puestos clave en la jerarquía militar de este último, como Al Mahmoud Ag Baye, conocido como "Ikaray", su adjunto, Mohamed Ag Almouner, conocido como "Tinka" (muerto en agosto de 2018), o Almahmoud Ag Akawkaw, conocido como "Royal".

## Población
Los Daoussahak se dividen en 11 fracciones ː 
- Kel Tabaho (Tabhaw), cuyo líder es Rhissa Ag Mahmoud[9]
- Anakaten
- Ibaghanlaten
- Kel Bariu (Bario)
- Acherifenes (Isheriffen)
- Ibawen (Ibhawane, Ibahawane)
- Tarbanasa (Tarbanassa, Tarabanassa)
- Kel Teshede (Tichedene)
- Kel Azagh (Azar, Azarh)
- Kel Egeyoq (Agayog, Agayok)
- Kel Abakot (Abakott) y Iduguriten (Idoguiritane), dirigido por Siguidi Ag Madit .

También se menciona la existencia de una facción de Agokan dirigida por el alcalde de Inékar, Almahmoud Ag Hamataha.
Los Kel Egeyoq, Kel Azagh y Kel Tabaho son considerados históricamente aliados. 
La preeminencia política está en manos de Kel Abakot e Iduguriten.
A veces se mencionan otros subgrupos: Ibaggan, Kel Taytoft, Kel Inwélane, Karsassotane (jefe ː Mohama ag Kassim) y las fuentes enumeran hasta 14 fracciones. 